# Dear America : Lettres du Vietnam
Pour plus de détails, voir Fiche technique et Distribution.
Dear America : Lettres du Viêt Nam (Dear America: Letters Home from Vietnam) est un téléfilm documentaire américain de Bill Couturié diffusé en 1987.

## Synopsis
Le documentaire est basé sur une lecture de lettres envoyées par de jeunes soldats américains à leur famille pendant la guerre du Viêt Nam, sur fond de documents d'archives. La lecture réalisée par de célèbres acteurs américains. Il présente la guerre du Viêt Nam selon le point de vue des jeunes soldats américains, de façon chronologique et ancrée dans l'histoire réelle.

## Fiche technique
- Titre : Dear America : Lettres du Viêt Nam
- Titre : Dear America: Letters Home from Vietnam
- Réalisation : Bill Couturié
- Scénario : Richard Dewhurst et Bill Couturié
- Musique : Todd Boekelheide
- Photographie : Michael Chin
- Montage : Stephen Stept et Gary Weimberg
- Production : Thomas Bird et Bill Couturié
- Société de production : Couturie Company, Dear America, GBA et HBO
- Pays :  États-Unis
- Genre : Documentaire
- Durée : 84 minutes
- Dates de sortie : 
  -  États-Unis : octobre 1987 (Los Angeles)

## Distribution

### Voix originales
- Tom Berenger
- Willem Dafoe  : Elephant Grass
- Robert De Niro : Great Sewer
- Kevin Dillon : Jack
- Matt Dillon : Mike
- Ellen Burstyn : Mme. Stocks
- Brian Dennehy
- J. Kenneth Campbell
- Richard Chaves
- Josh Cruze
- Robert Downey Jr.
- Michael J. Fox : le soldat de première classe Raymond Griffiths
- Mark Harmon
- John Heard : Johnny Boy
- Fred Hirz
- Harvey Keitel : le second lieutenant Donald Jacque
- Elizabeth McGovern : Me
- Judd Nelson
- Sean Penn
- Randy Quaid : le caporal Kevin Macaulay
- Timothy Patrick Quill
- Eric Roberts
- Ray Robertson
- Howard E. Rollins Jr.
- John Savage
- Raphael Sbarge
- Martin Sheen : Alan
- Tucker Smallwood
- Roger Steffens
- Jim Tracy
- Kathleen Turner : le premier lieutenant Lynda Van Devanter
- Tico Wells
- Robin Williams : Baby-san

### Voix françaises
- Alain Delon
- Brigitte Fossey
- Annie Girardot
- Edgar Givry
- Hervé Icovic
- Valérie Kaprisky
- Jean-Pierre Leroux
- Christophe Malavoy
- Laurent Malet
- Florent Pagny
- Patrick Poivey

## Distinctions
- Emmy Awards 1988 : Meilleur film documentaire